# Ilex denticulata
Ilex denticulata är en järneksväxtart som beskrevs av Nathaniel Wallich. Ilex denticulata ingår i släktet järnekar, och familjen järneksväxter. Inga underarter finns listade i Catalogue of Life.